# Sablan
Sablan (Bayan ng Sablan) är en kommun i Filippinerna. Kommunen ligger på ön Luzon, och tillhör provinsen Benguet. Folkmängden uppgår till 9 652 invånare.
Sablan är indelat i 8 barangayer.